# Basja
Een basja, ook wel basiya is in Suriname de assistent van de kapitein, die de leider is van een dorpsgemeente (lo, een dorp of leefgemeenschap), onder de verschillende marrons en bij sommige inheemse Surinamers.
Het woord basiya komt voor in verschillende marrontalen (Aukaans, Saramaccaans enz.). Samen met de granman en de kapitein oefent de basja het traditionele gezag uit. Belangrijke beslissingen worden genomen in een "gran krutu" door granman, kapiteins en basja's gezamenlijk.
Tot op zekere hoogte zou men de functie van een basja kunnen vergelijken met die van een wethouder.

## Geschiedenis
De functie van basja bestond in het verleden ook op plantages, maar zijn functie is niet dezelfde. 